# مزار (دهسرد)
مزار (بالفارسية: مزار) هي قرية تقع في إيران في قسم دهسرد الريفي. يقدر عدد سكانها بـ 131 نسمة .